# Huáscar Aparicio
Huáscar Aparicio Gonzales (Sucre, Bolivia 1 de junio de 1972 - Tomina 21 de junio de 2013), fue un cantautor boliviano de estilo folclórico.

## Historia
En su niñez vivió mucho tiempo en la ciudad de Tarija, donde culminó sus estudios escolares en el histórico y prestigioso colegio San Luis. Representó a este establecimiento en numerosos certámenes de canto y folklore de diferentes ritmos regionales, departamentales y nacionales. Durante sus años de estudiante obtuvo varios premios y reconocimientos no solo por su calidad interpretativa sino por su calidad como compositor, motivo por el cual este establecimiento le ha homenajeado y ha engalanado sus vitrinas con sus premios, entre los que sobresalen canciones dedicadas a la madre y a un maestro boliviano. Su interés y entusiasmo por la música lo llevó a ampliar aún más sus conocimientos musicales sobre la guitarra criolla y las danzas folclóricas. Ingresa a la escuela municipal de música regional "Achá Martínez" dirigida por el Prof. Nilo Soruco Arancibia. Pasada esta etapa, el primer reconocimiento que ganó fue el 1.er lugar en el Festival del Canto y la Aloja con la Cueca Inédita "La Fiesta de San Roque", en 1993. Un año después, en 1994, obtiene en el mismo festival el 2.º lugar junto a Guido Medinaceli y el 3.er lugar junto a Edna Aparicio, este último en la categoría de dueto. En octubre del mismo año se consagra musicalmente al obtener el 1.er lugar como solista e intérprete en el Festival Internacional del Lapacho de Bermejo, con el tema de su inspiración "Bolivia sin fronteras". El mismo año, en el mismo festival y junto a Julio Araoz y Guido Medinaceli gana el 1.er lugar con el tema musical de ritmo cueca "Sufriendo". Ha representado a Tarija en el festival de la cultura en su natal Sucre, la capital de Bolivia y ha viajado también a la Argentina donde realizó dos giras de conciertos en la ciudad de Salta y posteriormente en Mendieta en la Provincia de Jujuy. Años después retorna a Sucre para continuar sus estudios superiores pero sin dejar de lado su carrera artística. En 1998 graba en Sucre un trabajo musical junto a una agrupación llamada Querencia. En 2004 participó en un concurso sobre la exposición de unas piedras preciosas conocidas como "bolivianitas", lo que le inspiró a componer un tema musical titulado "La bolivianita", que fue presentado en un evento musical en el que estuvieron presentes importantes compositores bolivianos y en que ganó el 1.er lugar por su composición. Este evento marcó el inicio de una serie de giras a nivel internacional. También es el autor de la música "Hoy Me Iré" que es en ritmo chaqueño.
Visitó 80 países para dar a conocer su música y esta piedra preciosa.

## Muerte
Falleció el 21 de junio de 2013 en la población de T'iyumayu Tomina, municipio de Padilla (Bolivia), departamento de Chuquisaca, Bolivia a los 41 años de edad, a causa de un accidente vehicular. Aparicio se dirigía a ofrecer un concierto en Villamontes, Tarija junto a sus hijos Rolando Aparicio López (14 años), Gustavo Aparicio López (13 años), y dos integrantes de su grupo musical, Rimber Callejas Brito (violín) y Fernando Anibarro Cruz (guitarra). Debido al mal tiempo y la neblina, el vehículo en el que viajaban cayó a un precipicio de 200 metros; esto sucedió al mediodía en el lugar denominado T'iyumayu, a unos 270 kilómetros al este de la ciudad de Sucre, cercano al municipio de Monteagudo, en la región del Chaco. Además del artista y su hijo Gustavo, que tocaba la batería y grabó un sencillo a su corta edad, murieron el guitarrista Fernando Anibarro Cruz y el violinista Limbert Callejas Brito. Rolando, su primer hijo, con el que también viajaba, resultó herido y recibió atención médica en la localidad de Monteagudo.

## Discografía

### Álbumes
- Grabado el año 2005.
- Grabado y mezclado en Estudio Géminis Records, Sucre – Bolivia.
- Productor Artístico: Huascar G. Aparicio G.
- Técnico de Grabación: Yamil Patzi.
- Mezcla y Masterización: Yamil Patzi.
- Fotografías: Huascar G. Aparicio G.
- Diseño y Diagramación: Huascar G. Aparicio G.
- Diseño Interactivo: Daniel Patzi.
- Corte Promocional: No te vayas.
- Todas las canciones compuestas por Huascar G. Aparicio G. Excepto "Vuelo enamorado" y "Solo pa bailarla".
- Hoy Me iré
- Grito de Libertad.
- Madre Amor.
- Añoranza.
- Barrio San Martín.
- No te Vayas.
- Vuelo Enamorado.
- La Vida del Profesor.
- Amor sin Cadenas.
- Que lindo Amarte.
- Camargo.
- Querer sin ser Querido.
- Por ti Villamontes.
- Solo pa Bailarla.
- Ay ay Amor.